# WTA Finals 2017
El BNP Paribas WTA Finals 2017, també anomenada Copa Masters femenina 2017, és l'esdeveniment que va reunir les vuit millors tennistes individuals i les vuit millors parelles femenines de la temporada 2017. Es tractava de la 47a edició en individual i la 42a en dobles. Es va disputar sobre pista dura entre el 23 i el 29 d'octubre de 2017 al Singapore Indoor Stadium de Singapur.
La tennista danesa Caroline Wozniacki va rubricar la temporada de retorn als llocs capdavanters. Després de passar diverses temporades fora del Top 10, aquesta temporada va encadenar sis finals consecutives sense victòria final, però finalment va poder aconseguir dos títols, entre els quals aquest que representava el més important del seu palmarès. Aquesta victòria li va permetre acabar la temporada en el tercer lloc del rànquing individual. Semblant va succeir amb la seva rival en la final, l'estatunidenca Venus Williams, tot i que venia de més lluny a l'inici de temporada, i que a causa del seu estat físic delicat no pot disputar molts torneigs, es va quedar a les portes de tres grans títols, i a punt de guanyar per segona ocasió aquest títol (2008). La parella formada per la hongaresa Tímea Babos i la txeca Andrea Hlaváčková van guanyar el primer títol més important juntes, i també el sisè de la temporada. La tennista suïssa Martina Hingis va posar punt final a la seva carrera tennística, malgrat que anteriorment ja s'havia retirat en dues ocasions. Junt a la seva parella d'aquest any, la taiwanesa Chan Yung-jan, van guanyar nou títols, inclòs un Grand Slam, a banda de dos Grand Slams més en categoria de dobles mixts, que les va permetre acabar la temporada compartint el número 1 en el rànquing de dobles.

## Format

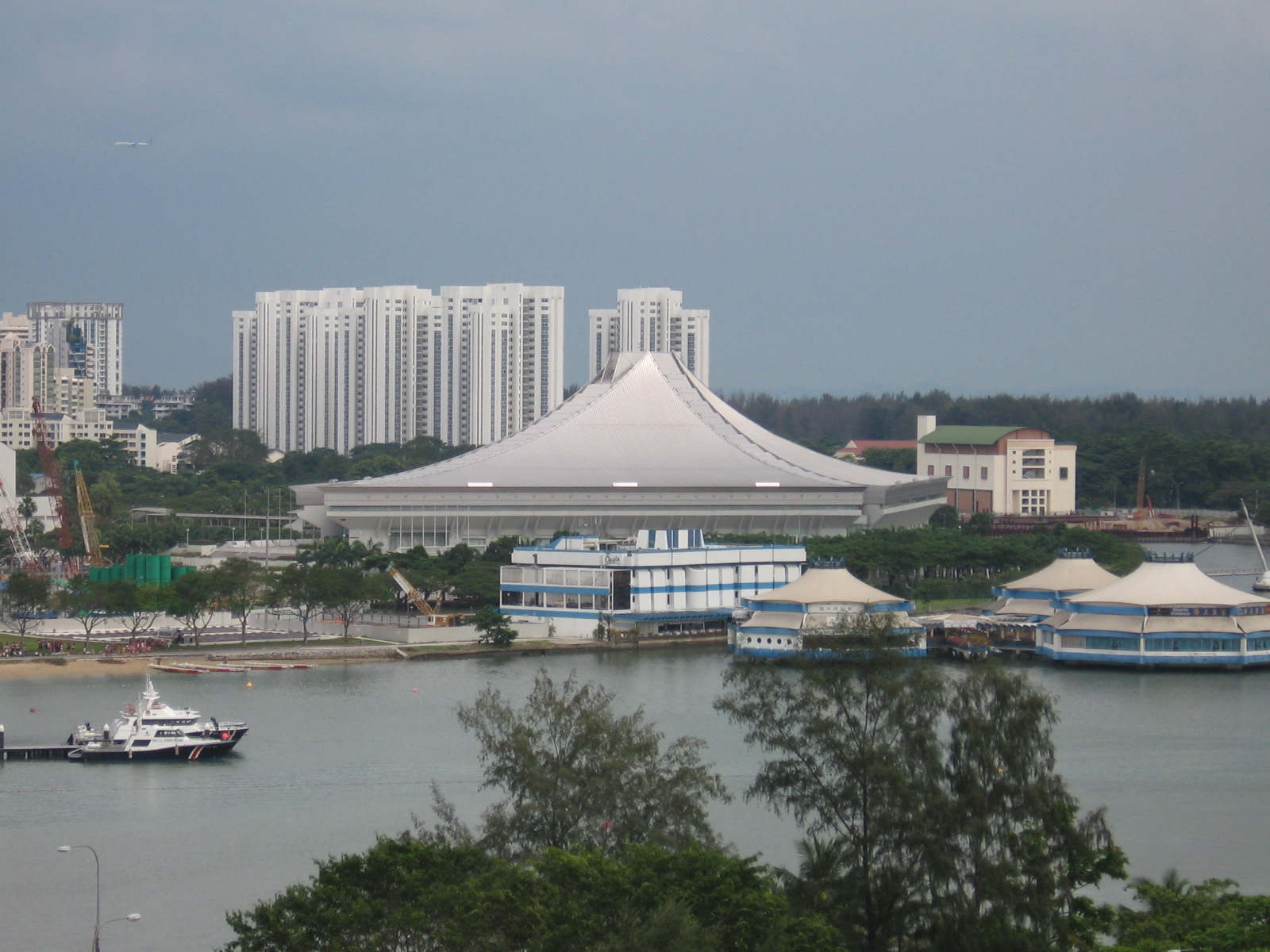
Singapore Indoor Stadium

Les vuit tennistes classificades disputen una fase inicial en el format Round Robin en dos grups de quatre, anomenats grup blanc i grup vermell. Durant els primers quatre dies es disputen els partits d'aquests grups, de manera que cada tennista disputa tres partits contra la resta d'integrants del seu grup. Les dues millors tennistes de cada grup avancen a semifinals. Les vencedores de semifinals disputen la final. El sistema de classificació del sistema Round Robin es determina mitjançant els següents criteris:
1. Nombre de victòries
2. Nombre de partits disputats
3. En empats de dues jugadores, el resultat directe
4. En empats de tres jugadores, percentatge de sets i després jocs
5. Decisió del comitè organitzatiu

En categoria de dobles, s'utilitza el mateix format a diferència de les edicions prèvies o només hi accedien les quatre millors directament a semifinals.

## Individual

### Classificació
| Rq | Tennista                      | Grand Slam | Grand Slam | Grand Slam | Grand Slam | Premier Mandatory | Premier Mandatory | Premier Mandatory | Premier Mandatory | Millors Premier 5 | Millors Premier 5 | Altres millors resultats | Altres millors resultats | Altres millors resultats | Altres millors resultats | Altres millors resultats | Altres millors resultats | Punts | Torn. |
| -- | ----------------------------- | ---------- | ---------- | ---------- | ---------- | ----------------- | ----------------- | ----------------- | ----------------- | ----------------- | ----------------- | ------------------------ | ------------------------ | ------------------------ | ------------------------ | ------------------------ | ------------------------ | ----- | ----- |
| Rq | Tennista                      | AUS        | RG         | WIM        | USO        | INW               | MIA               | MAD               | PEQ               | 1                 | 2                 | 1                        | 2                        | 3                        | 4                        | 5                        | 6                        | Punts | Torn. |
| 1  | Simona Halep 26/09/2017       | R128 10    | F 1300     | QF 430     | R128 10    | R32 65            | QF 215            | G 1000            | F 650             | F 585             | F 585             | SF 350                   | SF 185                   | QF 100                   | QF 100                   | QF 60                    | R16 30                   | 5.675 | 17    |
| 2  | Garbiñe Muguruza 11/09/2017   | QF 430     | R16 240    | G 2000     | R16 240    | QF 215            | R16 120           | R64 10            | R64 10            | G 900             | SF 350            | QF 190                   | QF 190                   | SF 185                   | SF 185                   | SF 185                   | SF 185                   | 5.635 | 20    |
| 3  | Karolína Plísková 26/09/2017  | QF 430     | SF 780     | R64 70     | QF 430     | SF 390            | SF 390            | R32 65            | R16 120           | SF 350            | QF 190            | G 470                    | G 470                    | G 470                    | QF 190                   | QF 190                   | QF 100                   | 5.105 | 19    |
| 4  | Elina Svitolina 26/09/2017    | R32 130    | QF 430     | R16 240    | R16 240    | R16 120           | R64 10            | R64 10            | QF 215            | G 900             | G 900             | G 900                    | G 280                    | G 280                    | SF 185                   | R16 105                  | R16 55                   | 5.000 | 17    |
| 5  | Venus Williams 26/09/2017     | F 1300     | R16 240    | F 1300     | SF 780     | QF 215            | SF 390            | A 0               | A 0               | QF 190            | R16 105           | R32 60                   | R16 30                   | R16 30                   |                          |                          |                          | 4.642 | 13    |
| 6  | Caroline Wozniacki 30/09/2017 | R32 130    | QF 430     | R16 240    | R64 70     | QF 215            | F 650             | R32 65            | R16 120           | F 585             | F 585             | G 470                    | F 305                    | F 305                    | QF 190                   | F 180                    | QF 100                   | 4.640 | 21    |
| 7  | Jeļena Ostapenko 04/10/2017   | R32 130    | G 2000     | QF 430     | R32 130    | R64 35            | R128 10           | A 0               | SF 390            | SF 350            | R32 90            | F 305                    | G 280                    | SF 110                   | SF 110                   | QF 60                    | R16 55                   | 4.510 | 20    |
| 8  | Caroline Garcia 12/10/2017    | R32 130    | QF 430     | R16 240    | R32 130    | R16 120           | R64 10            | R64 10            | G 1000            | G 900             | QF 190            | SF 110                   | SF 110                   | SF 110                   | SF 110                   | QF 100                   | F 95                     | 3.795 | 23    |
| −  | Johanna Konta                 | QF 430     | R128 10    | SF 780     | R128 10    | R32 65            | G 1000            | R64 10            | R64 10            | QF 190            | R16 105           | G 470                    | SF 185                   | F 180                    | SF 110                   | R16 55                   | R16 55                   | 3.610 | 19    |
| S1 | Kristina Mladenovic           | R128 10    | QF 430     | R64 70     | R128 10    | SF 390            | R64 10            | F 650             | R64 10            | R16 105           | R16 30            | G 470                    | F 305                    | F 180                    | QF 100                   | QF 60                    | R16 55                   | 2.885 | 22    |
| S2 | Svetlana Kuznetsova           | R16 240    | R16 240    | QF 430     | R64 70     | F 650             | R16 120           | SF 390            | R64 10            | QF 190            | R16 105           | QF 100                   | QF 100                   | QF 100                   | R16 55                   | R16 55                   |                          | 2.856 | 16    |

### Fase grups

#### Grup vermell
| CS | Jugadora           | S. Halep | E. Svitolina     | C. Wozniacki  | C. Garcia        | V − D | Sets  | Jocs    | Pos. |
| 1  | Simona Halep       |          | 3−6, 4−6         | 0−6, 2−6      | 6−4, 6−2         | 1 − 2 | 2 − 4 | 23 − 30 | 4    |
| 4  | Elina Svitolina    | 6−3, 6−4 |                  | 2−6, 0−6      | 7−6(7), 3−6, 5−7 | 1 − 2 | 3 − 4 | 29 − 38 | 3    |
| 6  | Caroline Wozniacki | 6−0, 6−2 | 6−2, 6−0         |               | 6−0, 3−6, 5−7    | 2 − 1 | 5 − 2 | 38 − 17 | 2    |
| 8  | Caroline Garcia    | 4−6, 2−6 | 6−7(7), 6−3, 7−5 | 0−6, 6−3, 7−5 |                  | 2 − 1 | 4 − 4 | 38 − 41 | 1    |

#### Grup blanc
| CS | Jugadora          | G. Muguruza | K. Plísková | V. Williams      | J. Ostapenko     | V − D | Sets  | Jocs    | Pos. |
| 2  | Garbiñe Muguruza  |             | 2−6, 2−6    | 5−7, 4−6         | 6−3, 6−4         | 1 − 2 | 2 − 4 | 25 − 32 | 3    |
| 3  | Karolína Plísková | 6−2, 6−2    |             | 6−2, 6−2         | 3−6, 1−6         | 2 − 1 | 4 − 2 | 28 − 20 | 1    |
| 5  | Venus Williams    | 7−5, 6−4    | 2−6, 2−6    |                  | 7−5, 6−7(3), 7−5 | 2 − 1 | 4 − 3 | 37 − 38 | 2    |
| 7  | Jeļena Ostapenko  | 3−6, 4−6    | 6−3, 6−1    | 5−7, 7−6(3), 5−7 |                  | 1 − 2 | 3 − 4 | 36 − 36 | 4    |

### Fase final
|  | Semifinals | Semifinals        | Semifinals         | Semifinals | Semifinals |                    |   | Final          | Final | Final | Final | Final |
|  |            |                   |                    |            |            |                    |   |                |       |       |       |       |
|  | 8          | Caroline Garcia   | 7                  | 2          | 3          |                    |   |                |       |       |       |       |
|  | 5          | Venus Williams    | 63                 | 6          | 6          |                    |   |                |       |       |       |       |
|  | 5          | Venus Williams    | 63                 | 6          | 6          |                    | 5 | Venus Williams | 4     | 4     |       |       |
|  |            |                   |                    |            |            |                    | 5 | Venus Williams | 4     | 4     |       |       |
|  |            | 6                 | Caroline Wozniacki | 6          | 6          |                    |   |                |       |       |       |       |
|  | 6          | 6                 | Caroline Wozniacki | 6          | 6          | Caroline Wozniacki | 7 | 6              |       |       |       |       |
|  | 6          |                   |                    |            |            | Caroline Wozniacki | 7 | 6              |       |       |       |       |
|  | 3          | Karolína Plísková | 6⁹                 | 3          |            |                    |   |                |       |       |       |       |

## Dobles

### Classificació
| Rq | Tennistes                                             | Millors resultats | Millors resultats | Millors resultats | Millors resultats | Millors resultats | Millors resultats | Millors resultats | Millors resultats | Millors resultats | Millors resultats | Millors resultats | Punts | Torn. |
| Rq | Tennistes                                             | 1                 | 2                 | 3                 | 4                 | 5                 | 6                 | 7                 | 8                 | 9                 | 10                | 11                | Punts | Torn. |
| -- | ----------------------------------------------------- | ----------------- | ----------------- | ----------------- | ----------------- | ----------------- | ----------------- | ----------------- | ----------------- | ----------------- | ----------------- | ----------------- | ----- | ----- |
| 1  | Chan Yung-jan Martina Hingis 15/08/2017               | G 2000            | G 1000            | G 1000            | G 1000            | G 900             | G 900             | G 900             | SF 780            | G 470             | QF 430            | SF 390            | 9.770 | 15    |
| 2  | Iekaterina Makàrova Ielena Vesninà 15/08/2017         | G 2000            | G 900             | G 900             | F 585             | QF 430            | QF 430            | SF 390            | SF 390            | F 305             | R16 240           | QF 215            | 6.785 | 14    |
| −  | Bethanie Mattek-Sands Lucie Šafářová                  | G 2000            | G 2000            | G 470             | SF 390            | R32 130           | R16 120           | R16 10            |                   |                   |                   |                   | 5.120 | 7     |
| 3  | Ashleigh Barty Casey Dellacqua 11/09/2017             | F 1300            | G 470             | QF 430            | QF 430            | SF 390            | F 305             | F 305             | G 280             | G 280             | QF 190            | R32 130           | 4.470 | 16    |
| 4  | Tímea Babos Andrea Hlaváčková 04/10/2017              | F 650             | F 650             | G 470             | QF 430            | SF 350            | G 280             | G 280             | G 280             | R16 240           | QF 190            | SF 185            | 4.005 | 15    |
| −  | Lucie Hradecká Kateřina Siniaková 25/09/2017          | F 1300            | SF 780            | F 650             | F 305             | R16 240           | QF 215            | F 180             | F 180             | R64 10            | R32 10            |                   | 3.871 | 14    |
| 5  | Anna-Lena Grönefeld Květa Peschke 07/10/2017          | SF 780            | F 650             | G 280             | R16 240           | QF 215            | QF 190            | SF 185            | SF 185            | R16 120           | R16 120           | R16 105           | 3.005 | 22    |
| 6  | Gabriela Dabrowski Xu Yifan 07/10/2017                | G 1000            | G 470             | QF 430            | R16 240           | QF 215            | QF 190            | SF 185            | R16 120           | QF 60             |                   |                   | 2.921 | 14    |
| −  | Andrea Hlaváčková Peng Shuai                          | F 1300            | F 585             | SF 390            | G 280             | R16 120           | QF 100            |                   |                   |                   |                   |                   | 2.776 | 7     |
| 7  | Andreja Klepac María José Martínez Sánchez 12/10/2017 | G 470             | QF 430            | R16 240           | R16 240           | R16 240           | QF 215            | QF 215            | SF 185            | R16 120           | SF 110            | R16 105           | 2.570 | 23    |
| 8  | Kiki Bertens Johanna Larsson 19/10/2017               | G 280             | G 280             | G 280             | G 280             | R16 240           | R16 240           | QF 215            | R32 130           | R16 120           | R16 105           | QF 100            | 2.270 | 14    |
| −  | Sania Mirza Peng Shuai                                | SF 780            | SF 390            | SF 350            | SF 350            | QF 190            |                   |                   |                   |                   |                   |                   | 2.060 | 5     |
| S  | Shuko Aoyama Yang Zhaoxuan                            | F 585             | G 280             | R16 240           | QF 215            | G 150             | R32 130           | R16 120           | SF 110            | QF 100            | QF 60             | R64 10            | 2.000 | 15    |

### Quadre
| Quarts de final | Quarts de final                      | Quarts de final | Quarts de final | Quarts de final |  |   | Semifinals                         | Semifinals                   | Semifinals | Semifinals | Semifinals |  |  | Final | Final                         | Final | Final | Final |
|                 |                                      |                 |                 |                 |  |   |                                    |                              |            |            |            |  |  |       |                               |       |       |       |
| 1               | Chan Yung-jan Martina Hingis         | 6               | 6               |                 |  |   |                                    |                              |            |            |            |  |  |       |                               |       |       |       |
| 5               | Anna-Lena Grönefeld Květa Peschke    | 3               | 2               |                 |  |   | 1                                  | Chan Yung-jan Martina Hingis | 4          | 6⁵         |            |  |  |       |                               |       |       |       |
| 3               | Tímea Babos Andrea Hlaváčková        | 6               | 6               |                 |  | 3 | Tímea Babos Andrea Hlaváčková      | 6                            | 7          |            |            |  |  |       |                               |       |       |       |
| 7               | Andreja Klepac M.J. Martínez Sánchez | 3               | 4               |                 |  |   |                                    |                              |            |            |            |  |  | 3     | Tímea Babos Andrea Hlaváčková | 4     | 6     | [10]  |
| 8               | Kiki Bertens Johanna Larsson         | 7               | 6¹              | [10]            |  |   |                                    |                              |            |            |            |  |  | 8     | Kiki Bertens Johanna Larsson  | 6     | 4     | [5]   |
| 4               | Ashleigh Barty Casey Dellacqua       | 67              | 7               | [6]             |  |   | 8                                  | Kiki Bertens Johanna Larsson | 6          | 6          |            |  |  |       |                               |       |       |       |
| 6               | Gabriela Dabrowski Xu Yifan          | 1               | 1               |                 |  | 2 | Iekaterina Makàrova Ielena Vesninà | 4                            | 3          |            |            |  |  |       |                               |       |       |       |
| 2               | Iekaterina Makàrova Ielena Vesninà   | 6               | 6               |                 |  |   |                                    |                              |            |            |            |  |  |       |                               |       |       |       |